# Stazione di Grottammare
Stazione di Grottammare vasútállomás Olaszországban, Marche régióban, Grottammare településen.

## Vasútvonalak
Az állomást az alábbi vasútvonalak érintik:
- Ancona–Lecce-vasútvonal

## Kapcsolódó állomások
A vasútállomáshoz az alábbi állomások vannak a legközelebb: 
- Stazione di San Benedetto del Tronto
- Stazione di Cupra Marittima